# Villar (Guitiriz)
Villar (llamada oficialmente Santa María de Vilar) es una parroquia española del municipio de Guitiriz, en la provincia de Lugo, Galicia.

## Organización territorial
La parroquia está formada por diez entidades de población, constando ocho de ellas en el nomenclátor del Instituto Nacional de Estadística español:

### Entidades de población
Entidades de población que forman parte de la parroquia:
- Campo da Vila (O Campo da Vila)
- Casanova
- Fontataza (A Fontataza)
- Forcas
- Modia (A Modia)
- Pena Redonda (A Pena Redonda)
- Rebordiños
- Salgueirón

### Despoblados
Despoblados que forman parte de la parroquia:
- Fraguas
- Lobateira (As Lobateiras)

## Demografía
| Gráfica de evolución demográfica de Villar entre 2000 y 2020 |
|                                                              |
| Datos según el nomenclátor publicado por el INE.             |